# Felipe Jonatan
Felipe Jonatan Rocha Andrade (Fortaleza, Ceará, Brasil, 15 de febrero de 1998), conocido como Felipe Jonatan, es un futbolista brasileño. Juega de lateral izquierdo y su equipo actual es el Fortaleza de la Serie A de Brasil.

## Trayectoria

### Ceará
Felipe Jonatan entró a las inferiores del Ceará proveniente del Bahia. Debutó con la adulta el 22 de agosto de 2017, en la derrota por 2-0 contra el Tiradentes por la Copa Fares Lopes.
Fue promovido al primer equipo para la temporada 2018. Bajo la dirección de Lisca, nuevo entrenador del club, el defensor se ganó la titularidad en el equipo. Debutó en la Serie A el 6 de septiembre en la victoria por 2-1 de local ante el Corinthians.
El 31 de octubre de 2018, Felipe Jonatan renovó su contrato con el club.

### Santos
El 1 de marzo de 2019, Felipe Jonatan fichó por el Santos por cinco años. Debutó al día siguiente contra el Oeste por el Campeonato Paulista, fue victoria por 3-2.

## Estadísticas
Actualizado al último partido disputado el 24 de enero de 2021.
| Club | Div.          | Temporada     | Liga  | Liga  | Estatal | Estatal | Copas nacionales(1) | Copas nacionales(1) | Copas internacionales(2) | Copas internacionales(2) | Otras(3) | Otras(3) | Total | Total |
| Club | Div.          | Temporada     | Part. | Goles | Part.   | Goles   | Part.               | Goles               | Part.                    | Goles                    | Part.    | Goles    | Part. | Goles |
| --- | ------------- | ------------- | ----- | ----- | ------- | ------- | ------------------- | ------------------- | ------------------------ | ------------------------ | -------- | -------- | ----- | ----- |
| Ceará · Brasil |               |               |       |       |         |         |                     |                     |                          |                          |          |          |       |       |
| 2.ª | 2017          | 0             | 0     | 0     | 0       | 0       | 0                   | -                   | -                        | 5                        | 0        | 5        | 0     |       |
| 1.ª | 2018          | 14            | 0     | 5     | 0       | 0       | 0                   | -                   | -                        | 1                        | 0        | 20       | 0     |       |
| 1.ª | 2019          | 0             | 0     | 0     | 0       | 1       | 1                   | -                   | -                        | 3                        | 0        | 4        | 1     |       |
| Total club | Total club    | 14            | 0     | 5     | 0       | 1       | 1                   | 0                   | 0                        | 9                        | 0        | 29       | 1     |       |
| Santos · Brasil |               |               |       |       |         |         |                     |                     |                          |                          |          |          |       |       |
| 1.ª | 2019          | 26            | 2     | 7     | 0       | -       | -                   | -                   | -                        | -                        | -        | 33       | 2     |       |
| 1.ª | 2020          | 28            | 2     | 13    | 0       | 2       | 0                   | 12                  | 0                        | -                        | -        | 55       | 2     |       |
| Total club | Total club    | 54            | 4     | 20    | 0       | 2       | 0                   | 12                  | 0                        | 0                        | 0        | 88       | 4     |       |
| Total carrera | Total carrera | Total carrera | 68    | 4     | 25      | 0       | 3                   | 1                   | 12                       | 0                        | 9        | 0        | 117   | 5     |
| (1) Incluye datos de la Copa de Brasil (2) Incluye datos de la Copa Libertadores (3) Incluye datos de la Copa Fares Lopes y la Copa do Nordeste |               |               |       |       |         |         |                     |                     |                          |                          |          |          |       |       |

## Palmarés

### Títulos estatales
| Título              | Club  | Estado | Año  |
| ------------------- | ----- | ------ | ---- |
| Campeonato Cearense | Ceará | Ceará  | 2018 |